# Kittim
Die biblische Bezeichnung Kittim, als Personen auch Kittäer, wird meist als das Königreich Kition auf der Mittelmeerinsel Zypern gedeutet. Der Begriff scheint jedoch auch allgemein den Westen bezeichnet zu haben.

## Jüdische Quellen

### Erwähnungen in der Bibel
- Gen 10,4 EU, Kittīm als Söhne des Jawan
- Num 24,24 EU, in der Weissagung von Bileam: ṣīm miyyad kittīm, Schiffe von der Küste Kittims (in der Vulgata als „aus Italien“ übersetzt): „Und Schiffe [kommen] von der Küste von Kittim und demütigen Assur und demütigen Eber, aber auch das [führt] zum Untergang.“
- 1 Chr 1,7 EU, Kittim wird als Sohn Jawans genannt, zusammen mit Elischa, Tarsis und Dodanim. Diese Namen deuten alle nach Westen.
- Jes 2,31 EU
- Jes 23,11 f. EU, in der Weissagung über Tyros als Qere, Ketib: ktyym
- Jer 2,10 EU verwendet die Insel der Kittäer als Beispiel für einen entlegenen Ort im Westen: „Fahrt doch hinüber zu den Inseln der Kittäer und seht, sendet nach Kedar und gebt gut acht und seht, ob so etwas geschehen ist.“
- Ez 27,6 EU, in der Klage über Tyros, Holz wird aus (kittīyīm) gebracht: „Aus Eichen von Baschan machten sie deine Ruder, dein Deck machten sie aus Elfenbein, eingefaßt in Zypressen von den Inseln der Kittäer.“
- Dan 11,30 EU, in einer Prophezeiung aus der Regierungszeit von Darius ṣiyyīm kittīm, Schiffe von Kittim, in der Septuaginta als Rhomaioi und der Vulgata als „Romani“ übersetzt.
- 1 Makk 1,1 EU, Chetiim als das Geburtsland von Alexander dem Großen.

### Weitere hebräische Textzeugnisse
- Aus Arad, westlich des Toten Meeres, ist ein Ostrakon von ca. 600 v. Chr. überliefert, nach dem ein gewisser Elyashib (/ʾlyšb) Wein, Mehl, Öl und Brot an ktym (Pl., Sing. kty) gibt, griechische Söldner in der judäischen Armee, und ein Nahum (nḥm) Öl „in die Hand eines Kittäers“ (byd hkty).
- In den Schriftrollen vom Toten Meer werden ktym in der Jesajah-Rolle (1Qsa) erwähnt.
  - Kriegs-Rolle (1QM, 4QM1-7), zweite Hälfte des 1. Jh. v. Chr.: hktyym (hakkittīyīm), die Kittäer von Assur (ktyym ʾswr) in der Schlacht der Essener gegen die Söhne der Finsternis. Sie sind mit den Philistern, Edom, Moab, Ammon und abgefallenen Juden gegen die „Söhne des Lichts“ verbündet. Im weiteren Verlauf werden auch Kittim in Ägypten (ktyym bms.yrym, die Kittiyim in Ägypten) erwähnt. Oft werden die Kittim der Schriftrollen von Qumran als Römer identifiziert.
Nach Segert kann ‚Kittim‘ hier als die Seleukiden oder generell hellenistische Griechen interpretiert werden.
  - Habakuk Pescher 1QpHap: Kittiim als Chaldäer; in 4Q169 gehört das Meer den Kittiim.
  - In 4Qjesajah Pescher1 wird prophezeit, dass Kittim in die Hand von Israel fallen wird.

### Flavius Josephus
Bei Flavius Josephus (Jüdische Altertümer I, 6, 128) wird Kittim mit Chetimos, einem Sohn Iauanos, des Sohnes des Japhtha, gleichgesetzt, der Zypern besiedelte und der Insel im Hebräischen seinen Namen gab, wie auch zahlreichen anderen Inseln in der See. In Zypern habe sich der Name aber erhalten, weil die griechischen Siedler die Insel Kition nannten.
Diese Passage kann so gedeutet werden, dass Kittim im Hebräischen ursprünglich alle Inseln im Mittelmeer bezeichnete, später aber zu einer Bezeichnung der größten, also Zyperns, wurde. Strabon (Geographica 14, 262) nennt Kittim einen „geschlossenen Hafen“; was damit gemeint ist, ist unklar.
Epiphanius von Salamis (Adversus haereses 30, 25) will auch die biblischen Rodanim mit Kittim identifizieren.

## Ugarit
In Texten aus Ugarit kommt das Wort kt mehrfach vor. Es scheint sowohl Kition als auch die gesamte Insel Zypern bezeichnet zu haben. Der Text RS 16.341 zum Beispiel, 1952 ausgegraben, beschreibt eine Wein-Lieferung aus kt, kd.bn.amht.kt. In anderen Texten kommt kt in Verbindung mit Olivenöl, Myrrhe-Öl und vielleicht Lampenöl (kd.šmn.nr) vor.
In einer Inschrift aus Nora auf Sardinien aus dem 9. Jahrhundert wird s.r ʾm (6) lkt, Tyrus, Mutter von Kt, erwähnt; in einer Inschrift aus Constantine (Algerien) taucht das Wort ktʾ auf, das vielleicht „Bewohner von Kittim“ bedeutet.
Eine Pfeilspitze unbekannter Herkunft, vermutlich aus dem 11. Jahrhundert, trägt die Inschrift h.s. kty//mšl ʿbdy, Pfeil des Kittäers, Mundschenk des ʿAbday. Es wurde allerdings auch eine Lesung als ʿbdn vorgeschlagen, was als Khirbet ʿAbdeh, unweit von Achsiv, identifiziert wird.

## Zypern
Der Name der Stadt Larnaka (griechisch Larnax) wurde in Ugarit, auf phönizisch und hebräisch kt oder kty geschrieben und vermutlich als Kit ausgesprochen. kty bedeutete auch „aus Kittim“, sg kty Mann aus Kittim, wie das griechische Kitieus. Der Titel der Könige von Kition und Idalion, Mikyaton und Pumiyaton war mlkytn mlk kty wʿdyl.
Eine Inschrift aus Kition von ca. 300 v. Chr. erwähnt bt ʿštrt kt, den Tempel der Aštarte in Kition.